# Луки (Калинковичский район)
Луки (бел. Лукі) — деревня в Чкаловском сельсовете Калинковичского района Гомельской области Беларуси.

## География

### Расположение
В 48 км на северо-восток от Калинкович, 14 км от железнодорожной станции Василевичи (на линии Гомель — Лунинец), 100 км от Гомеля.

### Гидрография
На юге и востоке мелиоративные каналы.

## Транспортная сеть
Транспортные связи по просёлочной, затем автомобильной дороге Гомель — Лунинец. Планировка состоит из криволинейной улицы, ориентированной с юго-востока на северо-запад. Параллельно ей на севере и юге проходят короткие улицы, соединённые из главной. Застройка двусторонняя деревянная усадебного типа.

## История
Обнаруженное археологами городище (2,5 км на северо-запад от деревни) свидетельствует о заселении этих мест с давних времён. По письменным источникам известна с XVIII века, когда село Луки было во владении Потоцких, а затем Масальских. После 2-го раздела Речи Посполитой (1793 год) в составе Российской империи. В 1795 году в Речицком уезде Минской губернии. В 1850 году во владении помещика Адамовича. В 1879 году обозначена в числе селений Кокуевичского церковного прихода. Согласно переписи 1897 года действовали школа грамоты, хлебозапасный магазин.
В начале 1920-х годов открыта школа, первоначально размещавшаяся в наёмном крестьянском доме. В 1931 году организован колхоз «Красные Луки», работала кузница. Во время Великой Отечественной войны в боях около деревни погибли 60 советских солдат и партизан (похоронены в братской могиле на кладбище). На фронтах и в партизанской борьбе погибли 79 жителей, в память о них в 1966 году около клуба установлена скульптура солдата. Освобождена 22 ноября 1943 года. Согласно переписи 1959 года центр колхоза имени М. В. Фрунзе, располагались лесопилка, мельница, 9-летняя школа, клуб, библиотека, фельдшерско-акушерский пункт, детский сад, отделение связи, магазин.

## Население

### Численность
- 2004 год — 169 хозяйств, 410 жителей.

### Динамика
- 1795 год — 14 дворов.
- 1850 год — 29 дворов.
- 1897 год — 35 дворов, 435 жителей (согласно переписи).
- 1908 год — 79 дворов, 455 жителей.
- 1930 год — 127 дворов 639 жителей.
- 1959 год — 559 жителей (согласно переписи).
- 2004 год — 169 хозяйств, 410 жителей.